# 안순왕후
안순왕후 한씨(安順王后 韓氏, 1445년 4월 27일(음력 3월 12일) ~ 1499년 2월 12일(1498년 음력 12월 23일)는 조선 예종의 계비이다. 시호는 인혜명의소휘제숙안순왕후(仁惠明懿昭徽齊淑安順王后)이다.
청천부원군 양혜공 한백륜(淸川府院君 襄惠公 韓伯倫)과 서하부부인 임씨(西河府夫人 任氏)의 딸로, 본관은 청주(淸州)이다. 성종 즉위 초 그와 성종의 생모 소혜왕후와의 서열을 놓고 갈등이 있었다.

## 생애
생년은 불분명하며, 청주 한씨 문중에서는 1445년생으로 다루고 있다. 왕세자 시절 예종의 세자빈이었던 장순왕후가 1461년에 요절하자, 1463년에 동궁의 종5품 후궁인 소훈(昭訓)에 간택되었다. 당시 아버지 한백륜의 벼슬은 사옹별좌(司饔別坐)였다. 후궁의 입장이었으나 빈의 공상(供上)과 예로 대우받았다. 2남 2녀를 낳았지만 1남 1녀만이 생존했으며 1466년에 낳은 왕손이 바로 제안대군 현이다.
1468년 세조가 중병을 이유로 왕세자에게 양위하여 예종이 즉위하였다. 태상왕이 된 세조가 소훈 한씨를 지목하여 왕비로 삼도록 하였는데, 당시 한씨는 만삭의 몸으로 친정에 있었기에 위사(衛士)를 보내어 집을 지키도록 하였다.
1469년 12월 31일(음력 11월 28일), 예종이 보위에 오른 지 13개월 만에 훙서하자 원자(元子)인 제안대군의 보령이 어리다는 이유로 왕대비 정희왕후는 한명회와 결탁하여 예종의 형이었던 의경세자의 둘째 아들이자 한명회의 사위인 잘산군(乽山君: 성종)을 예종과 안순왕후의 양자로 입적시켜 예종의 뒤를 잇게 하였다. 이후 제안대군은 성종의 정통성에 위해가 된다는 이유로 1474년에 세종의 7번째 아들인 평원대군의 봉사손으로 입양되었다.
1469년 12월 31일(음력 11월 28일), 한씨는 선왕(先王)의 왕비이자 성종의 법모로서 왕대비로 진봉하여 인혜왕대비(仁惠王大妃)가 되었다. 그로부터 불과 2개월 후인 1470년 2월 22일(음력 1월 22일)에 성종의 생부인 의경세자가 의경왕으로 추숭되었고 그의 생모 수빈 한씨(소혜왕후)도 인수왕비로 진봉되었다. 이에 문제화된 것이 인혜왕대비와 인수왕비의 서열이었다.
1472년, 신숙주의 주장과 자성대왕대비(慈聖大王大妃, 정희왕후)의 윤허 아래 인수왕비와 인혜왕대비의 위계를 왕실의 법칙이 아닌 사가의 법칙대로 형제 서열로 하는 것으로 결정되었다. 이는 세조의 맏아들 의경왕의 아내인 인수왕비가, 둘째아들 예종의 아내인 인혜왕대비의 윗동서이니 인수왕비가 인혜왕대비보다 위라는 뜻이다. 성종 6년(1475년), 의경왕이 의경대왕으로 추숭되어(후에 덕종의 묘호를 받음) 인수왕비는 인수왕대비(仁粹王大妃)로 진봉되는데, 이때 인수대비와 인혜대비의 서열 문제가 다시 거론되었으나 역시 인수대비를 웃전으로 하는 것으로 일단락 지어졌다.
후일 성종이 승하하고 그의 장남 연산군이 조선의 제10대 국왕으로 즉위함에 따라, 인수왕대비와 함께 대왕대비로 진봉되었다.

## 사후
그녀는 1498년 음력 12월 23일 경복궁에서 승하하였다. 이에 연산군은 그녀의 시호를 안순, 휘호를 소휘제숙으로 하였으며 그 상제(喪制)를 정하는 데 있어 논쟁이 있었으나 결국 남편인 예종과 같이 기년제(1년간 상복을 입는 것)로 정하였다. 능은 경기도 고양시 용두동 서오릉 내에 위치한 창릉으로, 남편 예종과 합장되었다.

## 가족 관계
| 조선의 왕비 | 안순왕후 한씨 安順王后 韓氏 | 출생                                             | 사망                                                                     |
| 조선의 왕비 | 안순왕후 한씨 安順王后 韓氏 | 1445년 4월 27일 (음력 3월 12일) 조선 경기도 안산 | 1499년 2월 12일 (음력 1498년 12월 23일) (55세) 조선 한성부 경희궁 회상전 |

|    |                                     | 본관 | 생몰년          | 부모                          | 비고 |
| -- | ----------------------------------- | ---- | --------------- | ----------------------------- | ---- |
| 부 | 청천부원군 한백륜 淸川府院君 韓伯倫 | 청주 | 1427년 - 1474년 | 한창 韓昌 서흥 김씨 瑞興 金氏 |      |
| 모 | 서하부부인 임씨 西河府夫人 任氏     | 풍천 | ? - 1472년      | 임유 任瑜 파평 윤씨 坡平 尹氏 |      |

| 조선 제8대 국왕 | 예종 睿宗 | 출생                                                     | 사망                                                               |
| 조선 제8대 국왕 | 예종 睿宗 | 1450년 1월 14일 (음력 1월 1일) 조선 한성부 수양대군 저택 | 1469년 12월 31일 (음력 11월 28일) (19세) 조선 한성부 경복궁 자미당 |

| 작호 | 작호              | 이름  | 생몰년          | 배우자                                                          | 비고 |
| ---- | ----------------- | ----- | --------------- | --------------------------------------------------------------- | ---- |
| 장녀 | 현숙공주 顯肅公主 |       | 1464년 - 1502년 | 풍천위 임광재 豊川尉 任光載                                     |      |
| 장남 | 제안대군 齊安大君 | 현 琄 | 1466년 - 1525년 | 상산부부인 김씨 象山府夫人 金氏 승평부부인 박씨 昇平府夫人 朴氏 |      |
| 차녀 | 혜순공주 惠順公主 |       | 1468년 - 1469년 |                                                                 |      |
| 차남 | 대군 大君         |       | 미상            |                                                                 |      |

## 안순왕후가 등장하는 작품
- 《한명회》 (KBS2, 1994년, 배우:이인혜, 김은주)
- 《장녹수》 (KBS2, 1995년, 배우:최은숙)
- 《왕과 비》 (KBS1, 1998년~2000년, 배우:경인선)
- 《왕과 나》 (SBS, 2007년~2008년, 배우:이제인)
- 《인수대비》 (JTBC, 2011년~2012년, 배우:이연두, 김원희)